# 유네스 벨랑다
유네스 벨랑다 (프랑스어: Younès Belhanda, 1990년 2월 25일 ~ )는 모로코의 축구 선수로 현재 알샤말 소속이다.